# 颱風銀河 (2009年)
颱風銀河（國際編號：0921，聯合颱風警報中心：23W），是2009年太平洋颱風季的一個熱帶氣旋。
此名字第一次使用，取代重創雅浦州的蘇特。

## 發展過程及路徑
在10月10日，聯合颱風警報中心報告說，一熱帶擾動在波納佩東南約500公里處出現。 10月25日，聯合颱風警報中心發出熱帶氣旋生成警報。同日，日本氣象廳將該擾動升格為一熱帶低氣壓。10月26日，聯合颱風警報中心將該擾動升格為一熱帶低氣壓。10月27日，日本氣象廳升格該熱帶低氣壓為一熱帶風暴，並為風暴分配國際編號0921，命名為「銀河」。同日，銀河並迅速加強為颱風。因銀河已進入菲律賓海域，菲律賓大氣地球物理和天文管理局開始對銀河發出警告並命名為Santi。

## 影響

### 
10月26日，國家氣象局對關島的羅塔，天寧和塞班發佈警告。熱帶低氣壓（後為颱風銀河）所帶來的強風可能在48小時內影響關島。隨後對羅塔，天寧和塞班發佈熱帶風暴警告。預計強風在24小時內影響關島。 。27日，該熱帶低氣壓已經遠離，並增強為熱帶風暴。

### 菲律賓
當地最高熱帶氣旋警告信號：三號風暴信號
在颱風銀河吹襲下，菲律賓有39人死亡。菲律賓大氣地球物理和天文管理局預測銀河會繼續向西移動，橫過南海，並會在越南登陸。呂宋島南部發出三號風暴信號，包括馬尼拉。呂宋島中部和比科爾地區發出二號風暴信號；而呂宋島北部部分地區和北維薩亞斯發出一號風暴信號，

### 越南
颱風銀河吹襲菲律賓首都和周邊省份後，於11月1日趨向越南，導致123人死亡。

## 內部連結
- 2009年太平洋颱風季
- 熱帶氣旋

## 外部連結
- （英文）https://web.archive.org/web/20090826230250/http://metocph.nmci.navy.mil/jtwc.php 聯合颱風警報中心首頁
- （日語）http://www.jma.go.jp/jma/index.html （页面存档备份，存于） 日本氣象廳首頁
- （繁體中文）http://www.cwb.gov.tw （页面存档备份，存于） 中央氣象局首頁
- （英文）http://www.pagasa.dost.gov.ph/ （页面存档备份，存于） 菲律賓大氣地球物理和天文管理局首頁
- （繁體中文）http://www.hko.gov.hk （页面存档备份，存于） 香港天文台首頁
- （繁體中文）http://www.smg.gov.mo （页面存档备份，存于） 澳門地球物理暨氣象局首頁